# Stacja Narciarska Suche
Stacja Narciarska Suche – ośrodek narciarski położony w Suchem koło Poronina na północnym zboczu Rafaczańskiej Grapy.

## Wyciągi i trasy
Stacja dysponuje 2 wyciągami:
- 4-osobowy wyciąg krzesełkowy firmy Doppelmayr Garaventa Group o długości 950 m, przewyższeniu 137 m i przepustowości 2200 osób na godzinę, szybkość jazdy – 2,6 m/s
- wyciąg orczykowy o długości 400 m.

Wzdłuż każdego z wyciągów przebiega trasa narciarska:
- wzdłuż wyciągu 4-osobowego trasa jest niebieska, w górnej części przebiega w 3 wariantach. Średnie nachylenie trasy – 20%
- wzdłuż wyciągu orczykowego – trasa zielona (czyli bardzo łatwa według dawnej nomenklatury).

## Pozostała infrastruktura
W pobliżu dolnych stacji wyciągów znajdują się:
- kasy
- wypożyczalnia sprzętu narciarskiego
- serwis sprzętu narciarskiego
- szkoła narciarska
- karczma
- WC i parkingi.

W budynku górnej stacji znajduje się placówka GOPR i WC.

## Operator
Operatorem stacji jest Stacja Narciarska Suche Sp. z o.o. Prezesem zarządu spółki jest Bronisław Piotr Rzadkosz. Udziałowcami w spółce jest 7 osób fizycznych z równą liczbą udziałów: Krzysztof Stachoń, Andrzej Tycner, Jan Skupień, Jan Jędrol, Bronisław Piotr Rzadkosz, Józef Pańszczyk i Piotr Rzadkosz.

## Historia
Spółka Stacja Narciarska Suche Sp. z o.o., obecny właściciel i operator ośrodka, została zarejestrowana w KRS w marcu 2008 roku. Wcześniej działał tu wyciąg orczykowy Jana Jędrola o długości ok. 400 m. Wyciąg krzesełkowy został uruchomiony 20 grudnia 2012 roku.